# Mi visión de Estados Unidos
Mi visión de Estados Unidos (What I Saw in America) es un ensayo de G. K. Chesterton sobre Estados Unidos publicado en 1922, resultado de su visita a ese país en 1921. La misma había consistido en un tour de conferencias de tres meses, acompañado de su mujer Frances Blogg. Al mejor estilo de este escritor inglés, la obra relata hechos particulares de los Estados Unidos de principio de siglo –de su gente y su cultura– elevados a categoría universal. Brinda una ocasión única para conocer las fuertes e inteligentes críticas que Chesterton tuvo ocasión de hacer al sistema industrial y capitalista, el cual, ya desde aquel entonces, comenzaba a valerse de las finanzas y la publicidad como medio de crecimiento y expansión.
La obra cuenta con 14 capítulos, que constituyen como 14 pequeños ensayos, cada uno en cierto modo conclusivo en sí mismo. Así por ejemplo, la “Meditación en un hotel neoyorquino” y la “Meditación en Broadway” son dos meditaciones independientes entre sí, siendo la primera una sobre la imitación moderna de la arquitectura medieval y la otra sobre el arte medieval inherente a la moderna publicidad. Por su parte, el capítulo titulado “En el campo estadounidense” constituye no solo un elogio al campesinado norteamericano, sino también una reflexión sobre las dificultades del puritanismo de dicho campesinado, que no es lo suficientemente medieval como para expulsar las nocivas influencias de la city moderna. El capítulo más largo y uno de los más ricos y complejos del libro es “El hombre de negocios estadounidense”, en el que se examinan comparativamente el prototipo de business man estadounidense y el de gentleman inglés. Por otro lado, la vigencia en aquel momento de la Prohibición de la venta, manufactura y transporte de bebidas alcohólicas, da lugar a Chesterton para discutir con agudeza y sensatez varios temas que rondan a cuestiones de moral e hipocresía en el mundo moderno. El capítulo noveno, que se ocupa de estos asuntos, es uno de los más perfectos del libro, por su contundencia argumentativa. La vigencia de los ideales democráticos o republicanos es tratado a lo largo de toda la obra, pero es específicamente puesta a prueba en unas hermosas y acuciantes páginas que llevan por título “El republicano en las ruinas”. Uno de los temas tratados en este libro que hoy en día cobra más actualidad es el de la globalización, el cual es tratado hacia el final de la obra, en dos capítulos –el trece y el quince–, al analizar el tema del internacionalismo, muy de moda en aquel entonces –época en que se encontraba unido a la cuestión del pacifismo–. El primer capítulo –“¿Qué es Estados Unidos?”– y el último –“El futuro de la democracia”– versan sobre la concepción chestertoniana de la democracia.
Con todo, Mi visión de Estados Unidos es más bien una visión de Inglaterra, a través de Estados Unidos. Y en este caso, una discusión de la aristocracia, a la luz de la democracia. Esta es la idea central, y por momentos subterránea, que aúna todas y cada una de las páginas de este entretenido y en apariencia libro de viajes.
Si en algo esta obra difiere de los libros de viajes convencionales es que estrictamente no es un libro de viajes. Podría decirse que es un libro de metafísica –una metafísica de la nación norteamericana, en clave periodística-. A Chesterton no le interesaba preponderantemente viajar, sino pensar de modo radical. Así lo declara en la primera línea del libro: “Nunca he conseguido perder mi antigua convicción de que viajar estrecha la mente”. Lo que fue él a pensar a tierra estadounidense es la cuestión democrática. Esto es lo que hace que este escrito sea de candente actualidad. Aquel que logre verdaderamente imbuirse en la filosofía de este libro, llegará a confesar lo que el mismo Chesterton le hace confesar a cierto personaje de un relato suyo: “Debes excusarme; soy un demócrata; sé que estoy pasado de moda”. Efectivamente, la democracia en sentido chestertoniano es una realidad tan antigua –medieval, más precisamente– como ausente hoy día incluso de las teorías filosóficas.